# Порто Ерколе (Гросето)
Порто Ерколе (итал. Porto Ercole) је насеље у Италији у округу Гросето, региону Тоскана.
Према процени из 2011. у насељу је живело 2676 становника. Насеље се налази на надморској висини од 3 м.

## Партнерски градови
- Каравађо